# Білянині джерела

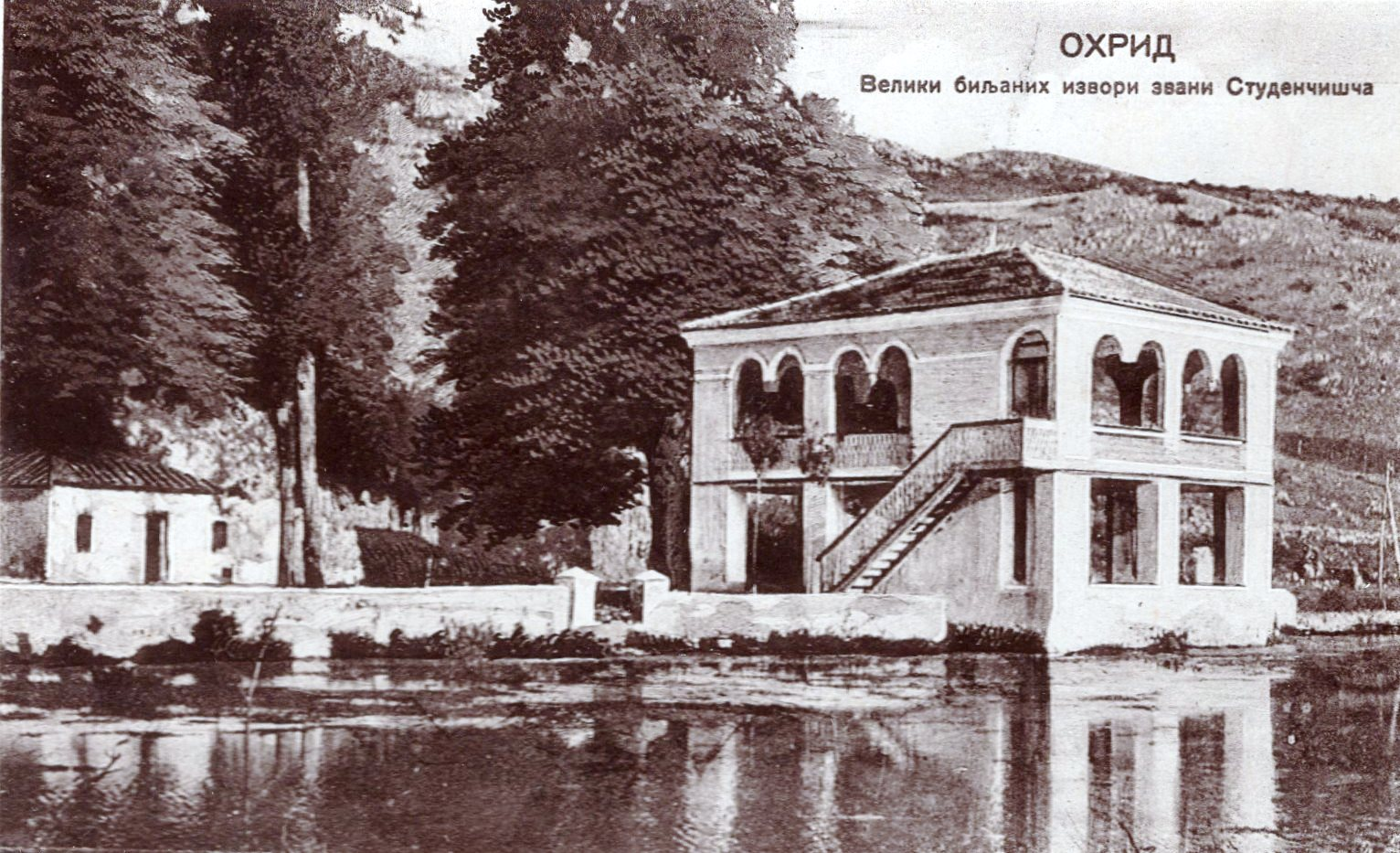
Листівка із зображенням Біляниних джерел у 1930р.

Білянині джерела("Izvor Biljanini" sh.) - це витік підземних каналів,що проходять крізь вапнякову породу, через який води озера Преспа впадають в Орхидське озеро. Джерела знаходяться на околицях міста Охрид, Північна Македонія. Вони існують більше тисячі років і відомі своєю прозорістю. Навколо них побудовано курорт і ресторан, що має одноіменну назву. Це місце також є початком каналу Студенчішта ("Channel Studenchishta" sh.), який простягається на  700 метрів до Орхидського озера.

## Легенди
Білянині джерела пов'язані з легендами про царя Самуїла, фортеця якого підноситься над містом. Згідно з однією з них, він закохався в місцеву дівчина на ім'я Біляна, з якою таємно зустрічався на Біляниних джерелах. Дружина Самуїла гречанка Агата наказала своїм двом братам вбити дівчину. Проте, побачивши красу Біляни, вони вирішили пощадити її. Тоді Агата прогнала красуню в гори Галічиця, де та народила і виростила сина - нащадка царя Самуїла.